# Deutsche Demokratische Partei

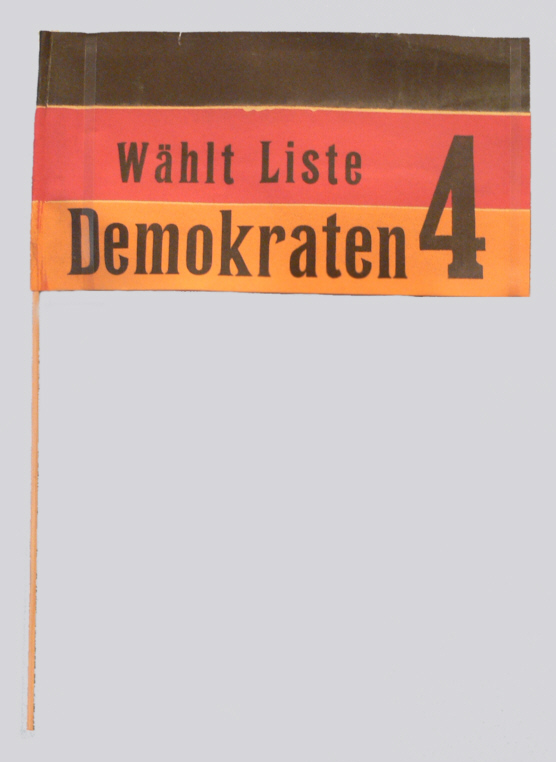
Papierfähnchen aus dem Wahlkampf der DDP bei der Wahl zur Berliner Stadtverordnetenversammlung 1929

Die Deutsche Demokratische Partei (DDP) war eine linksliberale Partei in der Weimarer Republik. Neben der Deutschen Volkspartei (DVP) repräsentierte sie den politischen Liberalismus zwischen 1918 und 1933. Sie ging 1918 aus der Fortschrittlichen Volkspartei hervor, die 1917/1918 mit Friedrich von Payer an den letzten zwei Reichsregierungen des Kaiserreichs beteiligt gewesen war.
Ab 1919 hatte die DDP in wechselnden Koalitionen – beginnend mit der Weimarer Koalition – bei fast allen Reichsregierungen bis 1932 Anteil an den Kabinetten der Weimarer Republik. Vor der Reichstagswahl 1930 (14. September 1930) vereinigte sie sich mit der Volksnationalen Reichsvereinigung, die zum nationalistischen und antisemitischen Jungdeutschen Orden gehörte. Die Partei nannte sich fortan Deutsche Staatspartei (DStP) und behielt den Namen bei, obwohl die Volksnationalen schon bald wieder die Partei verließen. Wegen der Volksnationalen hatten Mitglieder des linken DDP-Flügels ihre Partei verlassen und gegen Ende der Republik die parlamentarisch erfolglose Radikaldemokratische Partei gegründet. Andere traten zur SPD über.
Nach der Machtergreifung der Nationalsozialisten wurde die Deutsche Staatspartei im Rahmen der Gleichschaltung am 28. Juni 1933 aufgelöst.

## Geschichte

### Weimarer Republik

#### Entstehung der DDP
Am 16. November 1918, genau eine Woche nach der Revolution in Berlin, erschien in der Morgenausgabe des Berliner Tageblatts unter der Überschrift Die große demokratische Partei ein vom Chefredakteur des Berliner Tageblatts Theodor Wolff verfasster und von sechzig namhaften Persönlichkeiten unterzeichneter Aufruf zur Gründung einer neuen demokratischen Partei. „Am 20. November 1918 haben sich“ – so wörtlich im Tageblatt und fast gleichlautend in der mit der neuen Partei ebenfalls sympathisierenden Vossischen Zeitung – „die Fortschrittliche Volkspartei und ein erheblicher Teil der Nationalliberalen mit den Unterzeichnern des Aufrufes vom 16. November auf die Grundsätze dieses Aufrufes vereinigt.“ Vier Tage später gründeten Mitglieder der Fortschrittlichen Volkspartei sowie des liberalen Flügels der Nationalliberalen Partei mit dem Publizisten Theodor Wolff und Professoren wie Max Weber (1864–1920), Alfred Weber (1868–1958) und Hugo Preuß (1860–1925) die Deutsche Demokratische Partei (DDP).
Die 1910 aus der Freisinnigen Volkspartei, der Freisinnigen Vereinigung und der Deutschen Volkspartei (DtVP) des Kaiserreichs hervorgegangene eher linksliberale Fortschrittliche Volkspartei und der vergleichsweise kleine „linke“ Flügel der vormaligen Nationalliberalen Partei des Kaiserreichs gingen 1918 in der neuen Partei auf. Die DDP vereinte demokratische, liberale, nationale und soziale Positionen, grenzte sich aber von der Annexionspolitik der früheren Nationalliberalen des Kaiserreiches ab. Der Hauptvertreter dieser Richtung Gustav Stresemann (er verstand sich damals noch als Monarchist) betrieb daraufhin die Gründung einer der Republik eher feindselig gegenüberstehenden Partei, der Deutschen Volkspartei (DVP).
Keine andere Partei identifizierte sich so uneingeschränkt mit der parlamentarischen Demokratie der Weimarer Republik wie die DDP; keine andere Partei bekannte sich so eindeutig zu individueller Freiheit und sozialer Verantwortung. Mit Hugo Preuß, Max Weber, Friedrich Naumann (1860–1919; er wurde auf dem 1. Parteitag im Juli 1919 zum DDP-Vorsitzenden gewählt) und mit Conrad Haußmann (1857–1922, Vizepräsident und Vorsitzender des Verfassungsausschusses der Nationalversammlung) kamen die entscheidenden Gestalter der Weimarer Verfassung aus den Reihen der DDP.
Die Partei strebte einen föderalen Einheitsstaat an und forderte – wie nahezu alle anderen Parteien auch – die Revision des Versailler Vertragswerks. Die DDP bekannte sich zum Völkerbund als Institution eines friedlichen Interessenausgleichs zwischen den Staaten. Sozialpolitisch stand die Partei den Reformbestrebungen der Hirsch-Dunckerschen Gewerkvereine nahe und suchte über die Zusammenarbeit mit der Sozialdemokratischen Partei Deutschlands (SPD) einen Ausgleich zwischen den sozial- und wirtschaftspolitischen Vorstellungen von Arbeiterschaft und Bürgertum. Die DDP unterstützte das Prinzip der Privatwirtschaft, forderte jedoch staatliche Interventionsmöglichkeiten. Wegen ihres klaren Bekenntnisses zum Liberalismus und zum parlamentarischen System war die DDP Ziel ständiger Angriffe aus den Reihen der Deutschnationalen Volkspartei (DNVP) und der Deutschvölkischen.

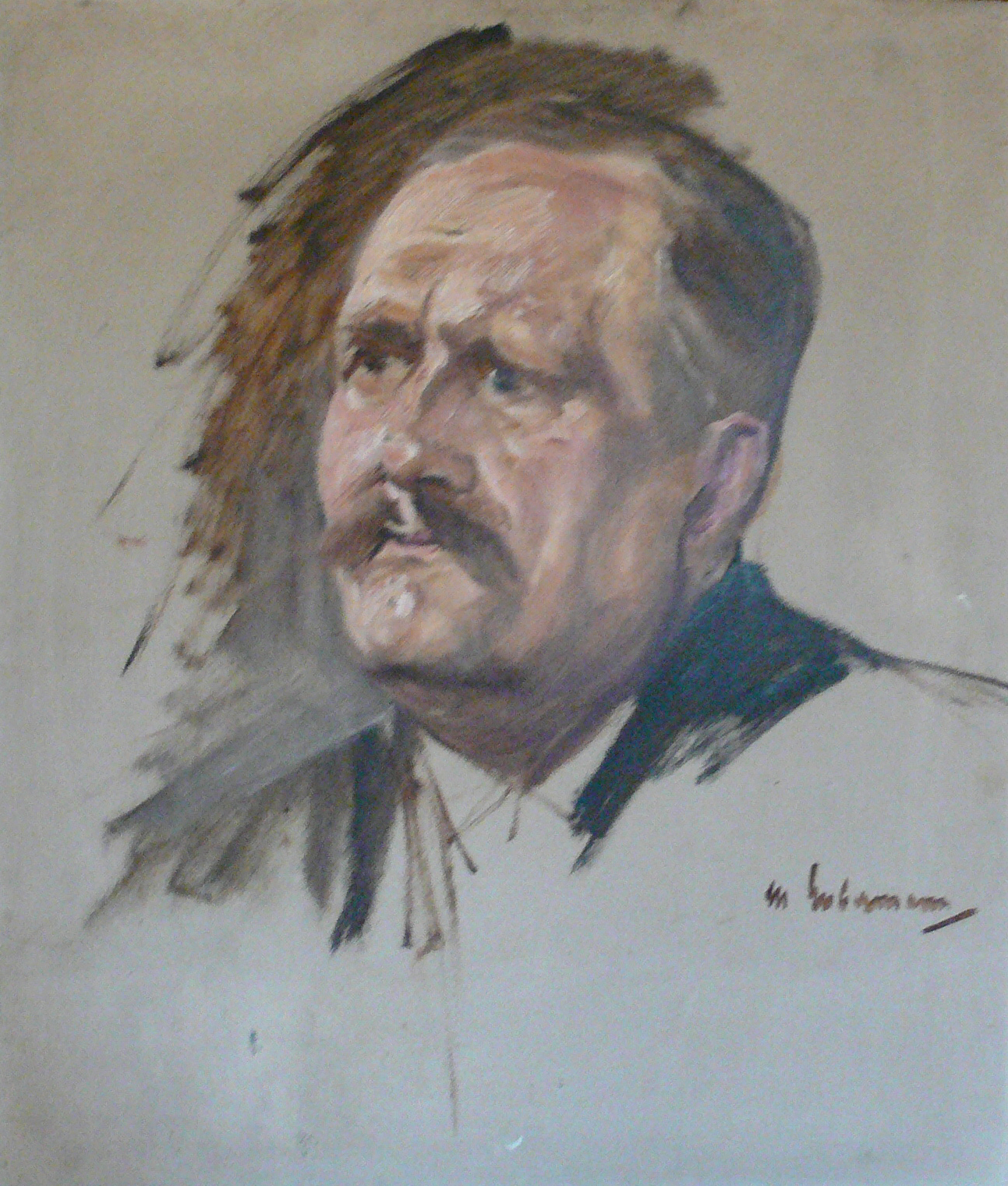
Porträt von Friedrich Naumann, erster Vorsitzender der DDP, von Max Liebermann

Das Programm der DDP war eine Synthese aus liberalem und sozialem Gedankengut. In der Vorkriegszeit hatte solches bereits Friedrich Naumann versucht, der auch erster Vorsitzender der Partei wurde; er war evangelischer Theologe und kam aus der christlich-sozialen Bewegung. Anhänger und Mitglieder der Partei rekrutierten sich vor allem aus den freien Berufen, Lehrern und Hochschullehrern, also aus dem Bildungsbürgertum. Weiter wurde sie getragen von leitenden Angestellten und Beamten, von vorwiegend der Chemie- und der Elektroindustrie zugehörigen Industriellen, von Mittelständlern sowie von liberalen Juden.
Prominente Mitglieder der DDP waren neben Naumann Hugo Preuß (der „Vater“ der Weimarer Verfassung), der Außenminister Walther Rathenau, die Publizisten Theodor Wolff und Georg Bernhard von der Vossischen Zeitung, der spätere erste Bundespräsident Theodor Heuss, Wilhelm Külz, der Philosoph Ernst Cassirer, der Friedensnobelpreisträger Ludwig Quidde, der Pazifist Hellmut von Gerlach, Eduard Hamm, der Gewerkschaftsführer Anton Erkelenz, Reichsjustizminister Erich Koch-Weser, Reichswehrminister Otto Geßler, der langjährige Hamburger Bürgermeister Carl Wilhelm Petersen, der Berliner Oberbürgermeister Gustav Böß, der Reichstagsabgeordnete und spätere Bundesminister Ernst Lemmer, der spätere erste Ministerpräsident von Baden-Württemberg, Reinhold Maier, der spätere erste Ministerpräsident von Sachsen-Anhalt, Erhard Hübener (einziger nicht-kommunistischer Ministerpräsident der Sowjetischen Besatzungszone Deutschlands), der Landtagsabgeordnete und Leiter des Hirsch-Dunckerschen Holzarbeiterverbandes Fritz (Friedrich Heinrich) Varnholt, der nachmalige Reichsbankpräsident Hjalmar Schacht, der Schriftsteller und Pazifist Harry Graf Kessler sowie kurzzeitig der Soziologe Max Weber. Die DDP bot politisch aktiven Frauen der Weimarer Republik eine Heimat. Beispielhaft genannt seien hier Gertrud Bäumer, Helene Glaue, Helene Lange, Adelheid Steinmann, Marianne Weber sowie Marie-Elisabeth Lüders, die spätere Alterspräsidentin des Deutschen Bundestags.
Die DDP war neben der SPD eine der entschiedensten Befürworterinnen der Weimarer Republik. Hochburgen der Partei fanden sich in Berlin, Potsdam, Schleswig-Holstein, Württemberg, dem Bereich Weser-Ems und ganz besonders in Hamburg, wo der zeitweilige Parteivorsitzende Carl Wilhelm Petersen Erster Bürgermeister und damit Regierungschef war.
Bei den ersten reichsweiten Wahlen der noch jungen Republik zur Nationalversammlung erreichte die DDP 18 Prozent und bildete 1919/1920 mit SPD und Zentrum die „Weimarer Koalition“ als erste Regierung der Weimarer Republik. Zählte die Partei ein Jahr nach ihrer Gründung rund 800.000 Mitglieder, so sank die Mitgliederzahl der DDP bis 1927 auf 117.000. Trotz ihrer stetig schwindenden Größe spielte die DDP in den ersten Jahren der Republik eine wichtige politische Rolle. Zum einen half sie durch ihre Mittelposition zwischen SPD und Zentrum die Weimarer Koalition in Deutschland und insbesondere in Preußen zu stabilisieren. Als Beispiel kann hier der Staatssekretär im preußischen Innenministerium Wilhelm Abegg gelten, der die preußische Polizei neu organisierte und modernisierte. Zum anderen bildeten die Mitglieder der DDP ein bedeutendes Personalreservoir für hohe Positionen in der öffentlichen Verwaltung. Keine andere Partei konnte in diesem Maße Beamte zur Verfügung stellen, die sowohl die fachliche Ausbildung besaßen als auch dem demokratischen System der Weimarer Republik loyal gegenüberstanden, was bei den meisten aus der Monarchie übernommenen monarchistisch und antidemokratisch gesinnten Beamten zu dieser Zeit nicht der Fall war.

#### Niedergang in den 1920er Jahren

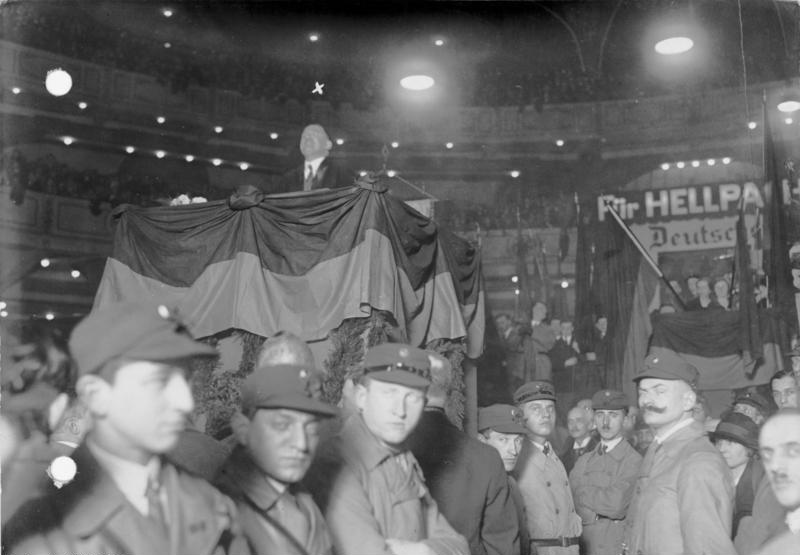
Willy Hellpach am Rednerpult (obere Bildhälfte), 1925 der DDP-Kandidat im Berliner Sportpalast beim ersten Wahlgang zur Reichspräsidentenwahl

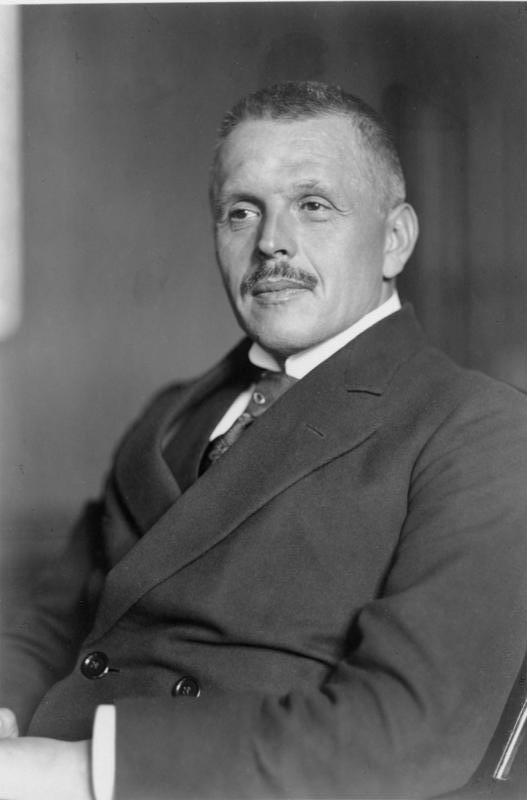
Otto Geßler, langjähriger Reichswehrminister und zeitweise kommissarischer Reichskanzler mit Parteimitgliedschaft in der DDP

Bei der Reichstagswahl am 6. Juni 1920 erhielt die DDP 8,3 Prozent der Stimmen (nach 18,5 Prozent bei der  Wahl zur Deutschen Nationalversammlung am 19. Januar 1919). Die DDP verlor ab 1920 viele Stimmen an DVP, DNVP und Interessenparteien, da Uneinigkeit über den Umgang mit dem Friedensvertrag von Versailles bestand, den einige Abgeordnete billigten. Damit einher ging ein Verlust an Mitgliedern, Finanzen und Publikationsorganen. Bedeutende Zeitungen wie die Vossische Zeitung oder die Frankfurter Zeitung waren zwar DDP-nah, die Partei konnte aber nie ein wichtiges eigenes Parteiblatt wie den Vorwärts (SPD) oder später den Völkischen Beobachter (NSDAP) etablieren. Teile der Öffentlichkeit pflegten das – faktisch falsche und antisemitisch aufgeladene – Vorurteil, die DDP sei die „Partei des Hochkapitals“. In den späteren Jahren nutzte die NSDAP dies aus und diffamierte die DDP als „die Judenpartei“.
Ein weiterer Grund für den Abstieg war ein Programm des „sozialen Kapitalismus“, in dem Arbeiter und Unternehmer gegenseitig „Pflicht, Recht, Leistung und Gewinn“ anerkennen und Solidarität zwischen Angestellten, Arbeitnehmern und Unternehmern herrschen sollte. Diese visionäre Vorstellung war angesichts Inflation, steigender Arbeitslosigkeit und wirtschaftlichen Schwierigkeiten unter dem Druck des Versailler Vertrages jedoch realitätsfremd.

#### Umbenennung in Deutsche Staatspartei

Erich Koch-Weser, Parteivorsitzender und Minister

Im Juli 1930 vereinigte sich die DDP mit der Volksnationalen Reichsvereinigung zunächst für die anstehende Reichstagswahl zur Deutschen Staatspartei. Das brachte heftige Konflikte innerhalb der Partei mit sich, denn es handelte sich um den politischen Arm des konservativ-antisemitischen Jungdeutschen Ordens von Artur Mahraun. Nach dieser Fusion traten viele Mitglieder des linken Flügels, darunter auch Ludwig Quidde und Hellmut von Gerlach, aus der Partei aus und gründeten noch 1930 die politisch weitgehend erfolglose Radikaldemokratische Partei. Der Jungdeutsche Orden löste sich jedoch direkt nach der Reichstagswahl wieder von der DDP, die sich im November 1930 trotzdem auch formell in Deutsche Staatspartei umbenannte.
Bis 1932 war die DStP an der Mehrzahl der Reichsregierungen beteiligt, erhielt aber bei den beiden Reichstagswahlen 1932 (eine im Juli und eine im November) nur noch ein Prozent der Stimmen und sank zur Bedeutungslosigkeit herab. Ihre fünf Sitze im Reichstag nach der Wahl vom 5. März 1933 erhielt die DStP mit Hilfe einer Listenverbindung mit der SPD. Die fünf Abgeordneten der DStP stimmten im Gegensatz zur SPD für das Ermächtigungsgesetz vom 24. März 1933, das die juristische Grundlage für die Errichtung der NS-Diktatur bildete. Ihr „Ja“ zum Ermächtigungsgesetz wurde von dem Abgeordneten Reinhold Maier begründet. Der Schlusssatz seiner Rede lautete:

„Im Interesse von Volk und Vaterland und in der Erwartung einer gesetzmäßigen Entwicklung werden wir unsere ernsten Bedenken zurückstellen und dem Ermächtigungsgesetz zustimmen.“

#### Parteivorsitzende der DDP und der DStP

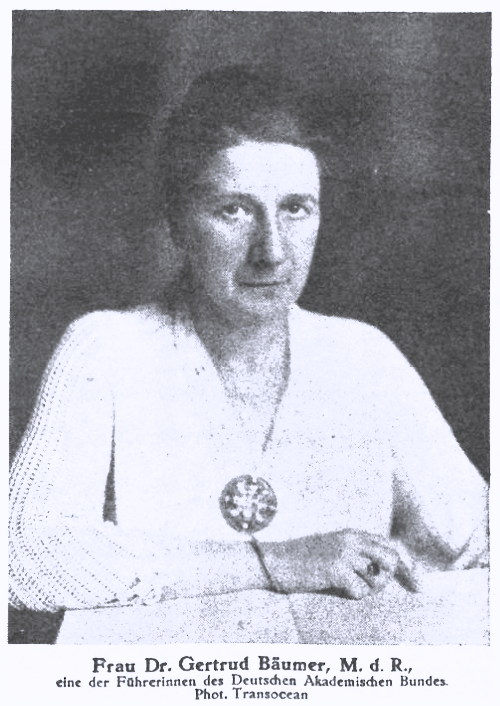
Gertrud Bäumer, 1927

| Jahr      | Partei | Vorsitzender          |
| --------- | ------ | --------------------- |
| 1919      | DDP    | Friedrich Naumann     |
| 1919–1924 | DDP    | Carl Wilhelm Petersen |
| 1924–1930 | DDP    | Erich Koch-Weser      |
| 1930–1933 | DStP   | Hermann Dietrich      |

#### Bekannte Mitglieder der DDP bzw. DStP
- Gertrud Bäumer (1873–1954), Frauenrechtlerin
- Alfred Belian (1873–1946), Präsident des Reichsstädtebundes und Oberbürgermeister von Eilenburg
- Georg Bernhard (1875–1944), Journalist und Hochschullehrer
- Thomas Dehler (1897–1967), Rechtsanwalt
- Bernhard Dernburg (1865–1937), Bankier und Staatssekretär
- Hermann Dietrich (1879–1954), Reichslandwirtschafts- und Reichsfinanzminister, Vizekanzler sowie Parteivorsitzender
- Anton Erkelenz (1878–1945), Gewerkschaftsführer
- Theodor Eschenburg (1904–1999), Politikwissenschaftler
- Bernhard Falk (1867–1944), Jurist
- Else Falk (1872–1956), Sozialpolitikerin
- Otto Fischbeck (1865–1939), Fraktionsvorsitzender
- Hellmut von Gerlach (1866–1935), Publizist und Pazifist
- Otto Geßler (1875–1955), Reichswehrminister
- Eberhard Gothein, Nationalökonom, Kultur- und Wirtschaftshistoriker
- Georg Gothein (1857–1940), Reichsschatzminister
- Adolf Grimme (1889–1963), preußischer Kultusminister
- Ludwig Haas (1875–1930), Rechtsanwalt und Fraktionsvorsitzender
- Richard Hammer (1897–1969), praktischer Arzt
- Conrad Haußmann (1857–1922), Publizist
- Willy Hellpach (1877–1955), Psychologe und Kandidat bei der Reichspräsidentenwahl 1925
- Erich Herrmann (1882–1960), Schriftsteller
- Theodor Heuss (1884–1963), Journalist und Hochschullehrer
- Elly Heuss-Knapp (1881–1952), Sozialreformerin
- Harry Graf Kessler (1868–1937), Kunstsammler und Diplomat
- Hans Albert Kluthe (1904–1970), Journalist und Verleger
- Waldemar Koch (1880–1963), Wirtschaftsingenieur und Hochschullehrer
- Erich Koch-Weser (1875–1944), Parteivorsitzender und Reichsminister des Innern bzw. der Justiz
- Lenka von Koerber (1888–1958), Schriftstellerin, Journalistin und Frauenrechtlerin
- Adolf Korell (1872–1941), Pfarrer
- Wilhelm Külz (1875–1948), Reichsinnenminister und Oberbürgermeister von Dresden
- Helene Lange (1848–1930), Frauenrechtlerin
- Ernst Lemmer (1898–1970), Gewerkschaftsführer
- Karl Loewenstein (1891–1973), Rechts- und Politikwissenschaftler
- Marie-Elisabeth Lüders (1878–1966), Frauenrechtlerin
- Hermann Luppe (1874–1945), Oberbürgermeister von Nürnberg
- Erich Lüth (1902–1989), Publizist
- Reinhold Maier (1889–1971), Rechtsanwalt
- Thomas Mann (1875–1955), Schriftsteller
- Friedrich Meinecke (1862–1954), Historiker und Hochschullehrer
- Friedrich Naumann (1860–1919), Parteivorsitzender und Publizist
- Otto Nuschke (1883–1957), Journalist
- Friedrich von Payer (1847–1931), Fraktionsvorsitzender
- Carl Wilhelm Petersen (1868–1933), Parteivorsitzender
- Hugo Preuß (1860–1925), Staatsrechtler und Reichsinnenminister
- Ludwig Quidde (1858–1941), Historiker, Publizist und Pazifist
- Walther Rathenau (1867–1922), Industrieller und Reichsaußenminister
- Johannes Rathje (1879–1956), Journalist
- Wilhelm Rexrodt (1895–1969), Reichsgeschäftsführer
- Hjalmar Schacht (1877–1970), Reichsbankpräsident
- Eugen Schiffer (1860–1954), Jurist und Reichsjustizminister
- Gerhart von Schulze-Gaevernitz (1864–1943), Nationalökonom
- Walther Schücking (1875–1935), Pazifist und Richter am ständigen internationalen Gerichtshof
- Wilhelm Solf (1862–1936), Diplomat und Staatssekretär
- Ernst Troeltsch (1865–1923), Theologe und Hochschullehrer
- Veit Valentin (1885–1947), Historiker und Archivar
- Alfred Weber (1868–1958), Nationalökonom, Soziologe und Hochschullehrer
- Marianne Weber (1870–1954), Frauenrechtlerin
- Max Weber (1864–1920), Soziologe, Nationalökonom und Hochschullehrer
- Eberhard Wildermuth (1890–1952), Direktor der Deutschen Bau- und Bodenbank
- Theodor Wolff (1868–1943), Journalist

#### Ordentliche und außerordentliche Parteitage der DDP und der DStP
| Ordentliche Parteitage der DDP      | Datum                  | Ort       |
| ----------------------------------- | ---------------------- | --------- |
| 1. Ordentlicher Parteitag           | 19.–22. Juli 1919      | Berlin    |
| 2. Ordentlicher Parteitag           | 11.–14. Dezember 1920  | Nürnberg  |
| 3. Ordentlicher Parteitag           | 12.–14. November 1921  | Bremen    |
| 4. Ordentlicher Parteitag           | 9.–10. Oktober 1922    | Elberfeld |
| 5. Ordentlicher Parteitag           | 5.–6. April 1924       | Weimar    |
| 6. Ordentlicher Parteitag           | 4.–6. Dezember 1925    | Breslau   |
| 7. Ordentlicher Parteitag           | 21.–24. April 1927     | Hamburg   |
| 8. Ordentlicher Parteitag           | 4.–6. Oktober 1929     | Mannheim  |
| Außerordentliche Parteitage der DDP | Datum                  | Ort       |
| Außerordentlicher Parteitag         | 13.–15. Dezember 1919  | Leipzig   |
| Außerordentlicher Parteitag         | 1.–2. November 1924    | Berlin    |
| Außerordentlicher Parteitag         | 8. November 1930       | Hannover  |
| Parteitage der DStP                 | Datum                  | Ort       |
| 1. Ordentlicher Parteitag           | 27.–28. September 1931 | Berlin    |

### Entwicklung nach der NS-Machtergreifung

#### Selbstauflösung 1933
Da sie mittels Wahlvorschlägen der Sozialdemokratischen Partei errungen worden waren, erloschen die Mandate der Reichstagsabgeordneten der DStP im Juli 1933 aufgrund der Vorschrift des § 1 der Verordnung zur Sicherung der Staatsführung des nationalsozialistischen Reichsinnenministers Frick, die dieser mit Berufung auf § 18 des Gleichschaltungsgesetzes vom 31. März 1933 (Reichsgesetzblatt I, S. 153) am 7. Juli 1933 erließ.
Die von den Nationalsozialisten erzwungene Selbstauflösung der DStP erfolgte am 28. Juni 1933. Mit dem am 14. Juli erlassenen Gesetz gegen die Neubildung von Parteien wurde kurze Zeit später die Existenz einer einzigen Partei im NS-Staat, der NSDAP, gesetzlich festgeschrieben und jegliches Wirken für andere Parteien unter Strafe gestellt.

#### Widerstand gegen den Nationalsozialismus
Einzelne Mitglieder der DStP beteiligten sich am Widerstand gegen den Nationalsozialismus. Eine linksliberale Widerstandsgruppe, die Robinsohn-Strassmann-Gruppe, bestand im Wesentlichen aus ehemaligen DDP/DStP-Mitgliedern. Ein bürgerlicher Widerstandszirkel mit rund sechzig Mitgliedern war der Sperr-Kreis in Bayern. Er bestand aus dem Diplomaten Franz Sperr sowie den früheren Weimarer Reichsministern und DDP-Mitgliedern Otto Geßler und Eduard Hamm. Viele ehemalige Mitglieder der DDP bzw. der Radikaldemokratischen Partei sahen sich wegen ihrer Haltung gegen das Regime oder ihrer pazifistischen Einstellung auch zur Flucht ins Exil gezwungen, unter ihnen beispielsweise Ludwig Quidde oder Wilhelm Abegg, andere wurden von den Nationalsozialisten ermordet, unter ihnen Fritz Elsas.

#### DDP-Politiker nach dem Zweiten Weltkrieg
Frühere Mitglieder der DDP waren nach dem Zweiten Weltkrieg maßgeblich an der Gründung der FDP (z. B. Theodor Heuss, Thomas Dehler oder Reinhold Maier) bzw. LDPD (z. B. Wilhelm Külz, Eugen Schiffer oder Waldemar Koch) beteiligt, andere gingen zur CDU (unter anderem Ernst Lemmer und August Bach) oder SPD (unter anderem Erich Lüth). Vereinzelt gab es auch ehemalige DDP-Politiker in anderen deutschen Parteien.
Die seinerzeit DDP-nahe Jugendorganisation Jungdemokraten bestand, nach wechselvoller Geschichte, bis 2018 fort.

## Wahlergebnisse der DDP beziehungsweise (ab 1930) der DStP

### Reichstagswahlen 1919 bis 1933
Ergebnisse der Reichstagswahlen einschließlich der Wahl
zur Verfassunggebenden Nationalversammlung (1919).
| 19. Januar 1919    | 18,5 % | 75 Sitze | Liste der Mitglieder |
| 6. Juni 1920       | 8,3 %  | 39 Sitze | Liste der Mitglieder |
| 4. Mai 1924        | 5,7 %  | 28 Sitze | Liste der Mitglieder |
| 7. Dezember 1924   | 6,3 %  | 32 Sitze | Liste der Mitglieder |
| 20. Mai 1928       | 4,9 %  | 25 Sitze | Liste der Mitglieder |
| 14. September 1930 | 3,8 %  | 20 Sitze | Liste der Mitglieder |
| 31. Juli 1932      | 1,0 %  | 4 Sitze  | Liste der Mitglieder |
| 6. November 1932   | 1,0 %  | 2 Sitze  | Liste der Mitglieder |
| 5. März 1933       | 0,9 %  | 5 Sitze  | Liste der Mitglieder |

### Preußische Landtagswahlen 1919 bis 1933
| Wahlen zum Preußischen Landtag 1919 bis 1933 | Wahlen zum Preußischen Landtag 1919 bis 1933 | Wahlen zum Preußischen Landtag 1919 bis 1933 |
| -------------------------------------------- | -------------------------------------------- | -------------------------------------------- |
| 1919                                         | 16,2 %                                       | 65 Sitze                                     |
| 1921                                         | 05,9 %                                       | 26 Sitze                                     |
| 1924                                         | 05,9 %                                       | 27 Sitze                                     |
| 1928                                         | 04,4 %                                       | 21 Sitze                                     |
| 1932                                         | 01,5 %                                       | 02 Sitze                                     |
| 1933                                         | 00,7 %                                       | 03 Sitze                                     |